# 서지문
서지문(徐之文, 1948년 3월 28일~)은 대한민국의 영문학자이다. 번역가, 기고가, 문학평론가로 활동하고 있으며, 고려대학교의 명예교수이다.한국의 여러 문학 작품들을 영어로 번역하는 활동을 하며 여러 작품들을 해외에 알렸다.

## 저서
- 《인생의 기술: 빅토리아조 문필, 사상가들의 윤리적미학이론 연구》
- 《동양인이 흠모한 공자, 서양인이 사랑한 공자》
- 《영국소설을 통해 본 영국신사도의 명암》
- 《어리석음을 탐하며》
- 《서지문의 소설 속 인생》
- 《서지문의 뉴스로 책 읽기 1》

### 공저
- 《Remembering the Forgotten War》

## 수상 내역
- 1984년: 대한민국문학상[3]
- 2000년: 제16회 펜문학상 번역부문[4][5][6]
- 2014년: 제12회 한국문학번역상